# Оми (село)
Оми (яп. 麻績村 Оми-мура) — село в Японии, находящееся в уезде Хигаситикума префектуры Нагано. Площадь села составляет 34,38 км², население — 2814 человек (1 августа 2014), плотность населения — 81,85 чел./км².

## Географическое положение
Село расположено на острове Хонсю в префектуре Нагано региона Тюбу. С ним граничат города Нагано, Тикума и сёла Тикухоку, Икусака.

## Население
Население села составляет 2814 человек (1 августа 2014), а плотность — 81,85 чел./км². Изменение численности населения с 1980 по 2005 годы:
| 1980 | 4016 чел. |  |
| 1985 | 3805 чел. |  |
| 1990 | 3622 чел. |  |
| 1995 | 3499 чел. |  |
| 2000 | 3347 чел. |  |
| 2005 | 3204 чел. |  |

## Символика
Цветком села считается Erythronium japonicum.